# Чулеш (река)
Чулеш — река в Таштагольском районе Кемеровской области России.
Берёт своё начало в хребте Бийская Грива, образуется слиянием рек Левый Чулеш и Правый Чулеш. Впадает в Малую Кондому неподалёку от посёлка Чулеш. Вблизи устья реки находится заимка Гилева.
Весной сильно разливается. Ширина — 3-4 метра. Глубина не более 0,5 м.

## История
В конце XIX — начале XX века на реке Чулеш были золотые прииски.